# Alto Comisionado del Gobierno para la Marca España
El alto comisionado del Gobierno para la Marca España (brevemente en 2018, alto comisionado del Gobierno para la Marca España y la Promoción del Español) fue un órgano unipersonal creado el 28 de junio de 2012 con el propósito de proponer al Gobierno las medidas para la mejora de la imagen exterior de España, así como la planificación, y el impulso, coordinación y seguimiento de la acción exterior española, pública y privada, en los ámbitos económico, cultural, social, científico y tecnológico, encaminada a la promoción de dicha imagen, sin perjuicio de las competencias que tienen atribuidas en este ámbito el Instituto Cervantes y los distintos departamentos ministeriales.
Dependía funcionalmente del Presidente del Gobierno, a través del Consejo de Política Exterior, y orgánicamente del Ministerio de Asuntos Exteriores, Unión Europea y Cooperación. Desapareció finalmente el 13 de octubre de 2018, pasando sus competencias a la nueva Secretaría de Estado de la España Global.

## Fines
- Promover medidas para mejorar la imagen exterior de España y, a tal efecto, recibir, elaborar y transmitir cuantos datos e información resulten necesarios o convenientes.
- Desarrollar una herramienta de información periódica para conocer y medir la percepción sobre España, y construir un sistema de indicadores objetivos, por datos de medición externa, que permitan su seguimiento.
- Impulsar la planificación de la acción exterior de los órganos de las Administraciones Públicas y organismos de ellas dependientes, a través de los planes anuales de actuación exterior, y coordinar y hacer el seguimiento de su ejecución.
- Promover la participación en la planificación y ejecución de la acción exterior de cuantos organismos públicos y entidades públicas y privadas gestionen actividades de promoción internacional, valorar y, en su caso, apoyar, sus iniciativas, e impulsar acciones conjuntas de colaboración público-privada en dicho ámbito.
- Impulsar y coordinar las iniciativas de promoción del valor de la lengua española como lengua global y su puesta en valor como activo en cualquier ámbito y, especialmente, en los ámbitos económico, político, social, cultural o digital.

## Competencias
Correspondía al Alto Comisionado del Gobierno, en el marco de las directrices y estrategias fijadas por el Consejo de Política Exterior:
- La propuesta al Gobierno de los planes anuales de acción exterior para la promoción de la Marca España, que se elaborarán con las aportaciones que realicen los departamentos ministeriales y sus organismos públicos con competencias en este ámbito.
- La propuesta al Gobierno, de acuerdo con las instrucciones de la Comisión Delegada para Asuntos Culturales, de una estrategia para la promoción de la lengua española como lengua global, en coordinación con los departamentos ministeriales y sus organismos públicos con competencias en este ámbito.
- El impulso, coordinación y seguimiento de la ejecución del plan anual de acción exterior y de la estrategia para la promoción de la lengua española como lengua global.
- La coordinación de todas las administraciones, órganos, organismos y entidades concernidas y participantes en la ejecución de las actuaciones para la promoción de la imagen exterior de España y de la lengua española.
- La celebración y formalización de los convenios de colaboración que se requieran para la ejecución de sus competencias.
- La elevación de informes periódicos al Gobierno sobre las actividades desarrolladas y los resultados obtenidos.
- La convocatoria y presidencia de las reuniones de los grupos de trabajo que puedan constituirse para llevar a cabo cuantas actuaciones resulten necesarias.
- La canalización y el estudio de las iniciativas que formulen los órganos de la Administración General del Estado, los organismos públicos de ella dependientes, así como cualesquiera entidades, organizaciones sectoriales y asociaciones o fundaciones públicas o privadas.
- Todas las demás funciones relacionadas directa o indirectamente con las anteriores que sean necesarias para el cumplimiento de sus fines y cuantas otras le encomiende el Presidente del Gobierno.

## Alto Comisionado
El Alto Comisionado era nombrado y cesado por real decreto del Consejo de Ministros, a propuesta del Presidente del Gobierno. Tenía rango de Secretario de Estado. La única persona que desempeñó el cargo fue Carlos Espinosa de los Monteros Bernaldo de Quirós, quien tomó posesión el 12 de julio de 2012 y fue cesado el 13 de octubre de 2018.
El adjunto al Alto Comisionado fue Juan Carlos Gafo Acevedo dimitió de su cargo en julio de 2013 por haber insultado a través de Twitter a los habitantes de Cataluña.